# M22 Locust
M22 Locust var en lätt luftburen stridsvagn som tillverkades av USA under andra världskriget. En prototyp färdigställdes under hösten 1941. Stridsvagnen genomgick en rad förändringar innan den togs i tjänst som Light Tank M22 i augusti 1944 (namnet Locust, "Gräshoppa", var ett brittiskt påfund). Britterna antog flera hundra av fordonen och använde dem under det luftburna korsandet av floden Rhen i mars 1945 (Operation Varsity). M22 Locust befanns alltför tunt bepansrad för att vara av större taktiskt värde. Den utformades så att den kunde fraktas inuti eller under ett fraktflygplan såsom amerikanska arméns C-54 Skymaster eller ett Hamilcar glidflygplan. 830 stycken tillverkades totalt.